# اکسل توانزبه
اکسل توانزبه (زاده ۱۴ نوامبر ۱۹۹۷) یک بازیکن فوتبال اهل کنگو است که برای باشگاه فوتبال ایپسویچ تاون در لیگ برتر انگلستان و تیم ملی فوتبال کنگو بازی می‌کند.